# Eiktunet
Eiktunet ist ein Freilichtmuseum in Gjøvik, Fylke Innlandet, Norwegen. Es wurde 1954 gegründet und ist ein Museum zur ländlichen Kulturgeschichte. Es umfasst 33 Gebäude. Darunter ist eine 1850 erbaute Mühle mit Mühlteich, ein Hof, ein Kate, eine Klempnerwerkstatt, eine Waldhütte, eine Schmiede und eine Schule. Im modernen, 1960 ursprünglich als Tanzfläche gebauten Museumsgebäude „Octagon“ befinden sich Sonder- und Dauerausstellungen. Im Außenbereich gibt es einen Spielplatz und eine Freilichtbühne in Form eines Amphitheaters.
Seit 2006 gehört das Museum zusammen mit dem Freilichtmuseum Stenberg und anderen Sammlungen organisatorisch zum Mjøsmuseet. Dies ist ein Regionalmuseum für die Westseite des Mjøsasees, für Gjøvik und Toten.